# Список глав Италии

Штандарт президента Италии

Список глав Италии включает лиц, возглавлявших Италию с момента объединения в 1861 году государств Аппенинского полуострова в Королевство Италия и в последующий период развития суверенного итальянского государства.
В настоящее время Президент Итальянской Республики (итал. Presidente della Repubblica Italiana) представляет итальянское государство и является гарантом национальной независимости, единства и территориальной целостности страны. Он избирается тайным голосованием членов Парламента Италии сроком на 7 лет.
Использованная в первом столбце таблицы республиканского периода нумерация является условной; также условным является использование в первом столбце цветовой заливки, служащей для упрощения восприятия принадлежности лиц к различным политическим силам без необходимости обращения к столбцу, отражающему партийную принадлежность. Наряду с партийной принадлежностью, в столбце «Партия» также отражён беспартийный статус персоналий. В столбце «Выборы» отражены состоявшиеся выборные процедуры или иные основания получения полномочий. Для удобства список разделён на принятые в историографии периоды истории страны. Приведённые в преамбулах к каждому из разделов описания этих периодов призваны пояснить особенности её политической жизни.

## Королевство Италия (1861—1946)
17 марта 1861 года в ходе объединения аппенинских королевств в Турине собрался общеитальянский парламент, на котором было объявлено о создании Королевства Италия под властью пьемонтского короля Виктора Эммануила II из Савойского дома.
В 1922 году к власти пришли фашисты. Было сформировано правительство во главе с Национальной фашистской партией. Фактически верховная власть перешла к Бенито Муссолини — главе правительства, провозгласившего себя дуче (с итал. — «вождь»). 9 мая 1946 года король Виктор Эммануил III отрёкся от престола. Ему наследовал Умберто II, который находился у власти чуть больше месяца и в итоге 13 июня отплыл в Португалию. 2 июня 1946 года в Италии прошёл конституционный референдум, одобривший новую Конституцию, в соответствии с которой 18 июня на заседании Верховного кассационного суда в Риме страна была провозглашена республикой.
Курсивом и серым цветом выделены даты начала и окончания правления Умберто Савойского, принца Пьемонта, временно осуществлявшего королевскую власть Виктора Эммануила III, с 1944 года находившегося в Египте.
| Портрет        | Имя (годы жизни)                                            | Правление      | Правление | Династия (ветвь)                                                          | Наименование титула                                                 | Пр.                  |
| Портрет        | Имя (годы жизни)                                            | Начало         | Окончание | Династия (ветвь)                                                          | Наименование титула                                                 | Пр.                  |
| -------------- | ----------------------------------------------------------- | -------------- | --- | ------------------------------------------------------------------------- | ------------------------------------------------------------------- | -------------------- |
|                | Виктор Эммануил II (1820—1878) итал. Vittorio Emanuele II   | 17 марта 1861  | 22 апреля 1861 | Савойский дом итал. Casa Savoia (Савойя-Кариньяно итал. Savoia-Carignano) | Король Италии итал. Re d’Italia                                     | [ 4 ] [ 5 ] [ 6 ]    |
| 22 апреля 1861 | Виктор Эммануил II (1820—1878) итал. Vittorio Emanuele II   | 9 января 1878  | Милостью Божьей и волей народа, король Италии итал. Per grazia di Dio e per volontà della Nazione Re d’Italia                                                                 | Савойский дом итал. Casa Savoia (Савойя-Кариньяно итал. Savoia-Carignano) |                                                                     | [ 4 ] [ 5 ] [ 6 ]    |
|                | Умберто I (1844—1900) итал. Umberto I                       | 9 января 1878  | Милостью Божьей и волей народа, король Италии итал. Per grazia di Dio e per volontà della Nazione Re d’Italia                                                                 | Савойский дом итал. Casa Savoia (Савойя-Кариньяно итал. Savoia-Carignano) | 29 июля 1900                                                        | [ 7 ] [ 8 ] [ 9 ]    |
|                | Виктор Эммануил III (1869—1947) итал. Vittorio Emanuele III | 29 июля 1900   | Милостью Божьей и волей народа, король Италии итал. Per grazia di Dio e per volontà della Nazione Re d’Italia                                                                 | Савойский дом итал. Casa Savoia (Савойя-Кариньяно итал. Savoia-Carignano) | 9 мая 1936                                                          | [ 10 ] [ 11 ] [ 12 ] |
| 9 мая 1936     | Виктор Эммануил III (1869—1947) итал. Vittorio Emanuele III | 19 апреля 1939 | Милостью Божьей и волей народа, король Италии, император Эфиопии итал. Per grazia di Dio e per volontà della Nazione Re d’Italia, Imperatore d’Etiopia                        | Савойский дом итал. Casa Savoia (Савойя-Кариньяно итал. Savoia-Carignano) |                                                                     | [ 10 ] [ 11 ] [ 12 ] |
| 19 апреля 1939 | Виктор Эммануил III (1869—1947) итал. Vittorio Emanuele III | 8 декабря 1943 | Милостью Божьей и волей народа, король Италии и Албании, император Эфиопии итал. Per grazia di Dio e per volontà della Nazione Re d’Italia e di Albania, Imperatore d’Etiopia | Савойский дом итал. Casa Savoia (Савойя-Кариньяно итал. Savoia-Carignano) |                                                                     | [ 10 ] [ 11 ] [ 12 ] |
| 8 декабря 1943 | Виктор Эммануил III (1869—1947) итал. Vittorio Emanuele III | 9 мая 1946     | Милостью Божьей и волей народа, король Италии итал. Per grazia di Dio e per volontà della Nazione Re d’Italia                                                                 | Савойский дом итал. Casa Savoia (Савойя-Кариньяно итал. Savoia-Carignano) |                                                                     | [ 10 ] [ 11 ] [ 12 ] |
|                | Умберто II (1904—1983) итал. Umberto II                     | 5 июля 1944    | 9 мая 1946 | Савойский дом итал. Casa Savoia (Савойя-Кариньяно итал. Savoia-Carignano) | Генерал-лейтенант Королевства итал. Luogotenente Generale del Regno | [ 13 ] [ 14 ] [ 15 ] |
| 9 мая 1946     | Умберто II (1904—1983) итал. Umberto II                     | 10 мая 1946    | Милостью Божьей и волей народа, король Италии итал. Per grazia di Dio e per volontà della Nazione Re d’Italia                                                                 | Савойский дом итал. Casa Savoia (Савойя-Кариньяно итал. Savoia-Carignano) |                                                                     | [ 13 ] [ 14 ] [ 15 ] |
| 10 мая 1946    | Умберто II (1904—1983) итал. Umberto II                     | 18 июня 1946   | Король Италии итал. Re d’Italia | Савойский дом итал. Casa Savoia (Савойя-Кариньяно итал. Savoia-Carignano) |                                                                     | [ 13 ] [ 14 ] [ 15 ] |

## Итальянская Республика (с 1946)
2 июня 1946 года в Италии прошёл конституционный референдум, одобривший новую Конституцию, в соответствии с которой 18 июня на заседании Верховного кассационного суда в Риме страна была провозглашена республикой.
|           | Портрет        | Имя (годы жизни)                                                                          | Полномочия      | Полномочия      | Партия                                              | Выборы                                                 | Наименование должности                                         | Пр.                  |
| Начало    | Портрет        | Имя (годы жизни)                                                                          | Окончание       |                 | Партия                                              | Выборы                                                 | Наименование должности                                         | Пр.                  |
| --------- | -------------- | ----------------------------------------------------------------------------------------- | --------------- | --------------- | --------------------------------------------------- | ------------------------------------------------------ | -------------------------------------------------------------- | -------------------- |
| и. о.     |                | Альчиде Амедео Франческо Де Гаспери (1881—1954) итал. Alcide Amedeo Francesco De Gasperi  | 13 июня 1946    | 1 июля 1946     | Христианская демократия                             | [ комм. 1 ]                                            | Временный глава государства итал. Capo provvisorio dello Stato | [ 16 ]               |
| 1 (I—II)  |                | Энрико Де Никола (1877—1959) итал. Enrico De Nicola                                       | 1 июля 1946     | 1 января 1948   | Итальянская либеральная партия                      | 1946                                                   | Временный глава государства итал. Capo provvisorio dello Stato | [ 17 ] [ 18 ] [ 19 ] |
| 1 (I—II)  | 1 января 1948  | Энрико Де Никола (1877—1959) итал. Enrico De Nicola                                       | 12 мая 1948     | 1947            | Итальянская либеральная партия                      | Президент Республики итал. Presidente della Repubblica |                                                                | [ 17 ] [ 18 ] [ 19 ] |
| 2         |                | Луиджи Эйнауди (1874—1961) итал. Luigi Einaudi                                            | 12 мая 1948     | 11 мая 1955     | Итальянская либеральная партия                      | Президент Республики итал. Presidente della Repubblica | 1948                                                           | [ 20 ] [ 21 ] [ 22 ] |
| 3         |                | Джованни Гронки (1887—1978) итал. Giovanni Gronchi                                        | 11 мая 1955     | 11 мая 1962     | Христианская демократия                             | Президент Республики итал. Presidente della Repubblica | 1955                                                           | [ 23 ] [ 24 ] [ 25 ] |
| 4         |                | Антонио Сеньи (1891—1972) итал. Antonio Segni                                             | 11 мая 1962     | 6 декабря 1964  | Христианская демократия                             | Президент Республики итал. Presidente della Repubblica | 1962                                                           | [ 26 ] [ 27 ] [ 28 ] |
| и. о.     |                | Чезаре Мерцагора (1898—1991) итал. Cesare Merzagora                                       | 6 декабря 1964  | 29 декабря 1964 | Христианская демократия                             | [ комм. 3 ]                                            | Президент Сената итал. Presidente del Senato                   | [ 29 ]               |
| 5         |                | Джузеппе Эфисио Джованни Сарагат (1898—1988) итал. Giuseppe Efisio Giovanni Saragat       | 29 декабря 1964 | 29 декабря 1971 | Итальянская демократическая социалистическая партия | 1964                                                   | Президент Республики итал. Presidente della Repubblica         | [ 30 ] [ 31 ] [ 32 ] |
| 6         |                | Джованни Леоне (1908—2001) итал. Giovanni Leone                                           | 29 декабря 1971 | 15 июня 1978    | Христианская демократия                             | 1971                                                   | Президент Республики итал. Presidente della Repubblica         | [ 33 ] [ 34 ] [ 35 ] |
| и. о.     |                | Аминторе Фанфани (1908—1999) итал. Amintore Fanfani                                       | 15 июня 1978    | 9 июля 1978     | Христианская демократия                             | [ комм. 5 ]                                            | Президент Сената итал. Presidente del Senato                   | [ 16 ]               |
| 7         |                | Алессандро Джузеппе Антонио Пертини (1896—1990) итал. Alessandro Giuseppe Antonio Pertini | 9 июля 1978     | 29 июня 1985    | Итальянская социалистическая партия                 | 1978                                                   | Президент Республики итал. Presidente della Repubblica         | [ 36 ] [ 37 ] [ 38 ] |
| и. о.     |                | Франческо Маурицио Коссига (1928—2010) итал. Francesco Maurizio Cossiga                   | 29 июня 1985    | 3 июля 1985     | Христианская демократия                             | [ комм. 7 ]                                            | Президент Сената итал. Presidente del Senato                   | [ 39 ] [ 40 ] [ 41 ] |
| 8         | 3 июля 1985    | Франческо Маурицио Коссига (1928—2010) итал. Francesco Maurizio Cossiga                   | 28 апреля 1992  | 1985            | Христианская демократия                             | Президент Республики итал. Presidente della Repubblica |                                                                | [ 39 ] [ 40 ] [ 41 ] |
| и. о.     |                | Джованни Спадолини (1925—1994) итал. Giovanni Spadolini                                   | 28 апреля 1992  | 28 мая 1992     | Итальянская республиканская партия                  | [ комм. 8 ]                                            | Президент Сената итал. Presidente del Senato                   | [ 16 ]               |
| 9         |                | Оскар Луиджи Скальфаро (1918—2012) итал. Oscar Luigi Scàlfaro                             | 28 мая 1992     | 15 мая 1999     | Христианская демократия                             | 1992                                                   | Президент Республики итал. Presidente della Repubblica         | [ 42 ] [ 43 ] [ 44 ] |
|           | беспартийный   | Оскар Луиджи Скальфаро (1918—2012) итал. Oscar Luigi Scàlfaro                             | 28 мая 1992     | 15 мая 1999     |                                                     | 1992                                                   | Президент Республики итал. Presidente della Repubblica         | [ 42 ] [ 43 ] [ 44 ] |
| и. о.     |                | Никола Манчино (1931—) итал. Nicola Mancino                                               | 15 мая 1999     | 18 мая 1999     | Левые демократы                                     | [ комм. 10 ]                                           | Президент Сената итал. Presidente del Senato                   | [ 16 ]               |
| 10        |                | Карло Адзельо Чампи (1920—2016) итал. Carlo Azeglio Ciampi                                | 18 мая 1999     | 15 мая 2006     | беспартийный                                        | 1999                                                   | Президент Республики итал. Presidente della Repubblica         | [ 45 ] [ 46 ] [ 47 ] |
| 11 (I—II) |                | Джорджо Наполитано (1925—2023) итал. Giorgio Napolitano                                   | 15 мая 2006     | 22 апреля 2013  | Левые демократы                                     | 2006                                                   | Президент Республики итал. Presidente della Repubblica         | [ 48 ] [ 49 ] [ 50 ] |
| 11 (I—II) | 22 апреля 2013 | Джорджо Наполитано (1925—2023) итал. Giorgio Napolitano                                   | 14 января 2015  | 2013            | Левые демократы                                     |                                                        | Президент Республики итал. Presidente della Repubblica         | [ 48 ] [ 49 ] [ 50 ] |
| и. о.     |                | Пьетро Грассо (1945—) итал. Pietro Grasso                                                 | 14 января 2015  | 3 февраля 2015  | Демократическая партия                              | [ комм. 11 ]                                           | Президент Сената итал. Presidente del Senato                   | [ 51 ]               |
| 12 (I—II) |                | Серджо Маттарелла (1941—) итал. Sergio Mattarella                                         | 3 февраля 2015  | 3 февраля 2022  | Демократическая партия                              | 2015                                                   | Президент Республики итал. Presidente della Repubblica         | [ 52 ] [ 53 ] [ 54 ] |
| 12 (I—II) | 3 февраля 2022 | Серджо Маттарелла (1941—) итал. Sergio Mattarella                                         | действующий     | 2022            | Демократическая партия                              |                                                        | Президент Республики итал. Presidente della Repubblica         | [ 52 ] [ 53 ] [ 54 ] |